# 正肝去氧核糖核酸病毒屬
正肝去氧核糖核酸病毒屬（Orthohepadnavirus）又譯作正肝病毒屬，是肝病毒科（Hepadnaviridae）的一個屬，主要感染對象為脊椎動物。
代表種：
- 肝炎病毒B型(Hepatitis B virus, HBV）又譯作B型肝炎病毒。

## 外部連結
- 微生物免疫學-Hepadnaviridae(肝病毒科) （页面存档备份，存于）